# Kayla Day
Kayla Day, née le 28 septembre 1999 à Santa Barbara, est une joueuse de tennis américaine, professionnelle depuis 2016.

## Carrière
Fin 2015, elle remporte les championnats panaméricains à Tulsa, puis la Yucatan Cup au Mexique un mois plus tard. Enfin, elle s'incline en finale de l'Orange Bowl.
En 2016, elle atteint tout d'abord les demi-finales à Wimbledon puis elle remporte le tournoi junior de l'US Open contre la Slovaque Viktória Kužmová. Cette victoire lui permet d'accéder à la première place à l'ITF. Elle joue également la finale en double, associée à Caroline Dolehide, mais s'incline. Parallèlement, elle reçoit une invitation pour le tournoi senior ; elle passe le premier tour face à Madison Brengle (6-2, 4-2 ab.), mais perd au tour suivant contre la 9e mondiale, Madison Keys (1-6, 1-6).
En 2017, au tournoi d'Indian Wells, elle hérite d'une wild card, passant son premier tour contre Kurumi Nara en deux sets, puis la tête de série numéro 32, Mirjana Lučić-Baroni (6-4, 5-7, 7-5). Elle perd au troisième tour contre la 7e mondiale, Garbiñe Muguruza (6-3, 5-7, 2-6) dans un match serré en ayant mené jusqu'à 6-3, 5-5 mais conclu finalement par l'expérience de l'Espagnole.

## Parcours en Grand Chelem

### En simple dames
| Année | Open d'Australie | Open d'Australie | Internationaux de France | Internationaux de France | Wimbledon | Wimbledon        | US Open         | US Open               |
| ----- | ---------------- | ---------------- | ------------------------ | ------------------------ | --------- | ---------------- | --------------- | --------------------- |
| 2016  | —                | —                | —                        | —                        | —         | —                | 2e tour (1/32)  | Madison Keys          |
| 2017  | 1er tour (1/64)  | Andrea Petkovic  | Q2                       | Maryna Zanevska          | Q1        | Bianca Andreescu | 1er tour (1/64) | Shelby Rogers         |
| 2018  | Q3               | Magdalena Fręch  | Q1                       | Anna Kalinskaya          | —         | —                | Q1              | Jessica Pegula        |
|       |                  |                  |                          |                          |           |                  |                 |                       |
| 2022  | —                | —                | —                        | —                        | —         | —                | Q2              | Georgina García Pérez |
| 2023  | Q2               | Léolia Jeanjean  | 3e tour (1/16)           | A. K. Schmiedlová        | Q2        | Hsieh Su-wei     | 1er tour (1/64) | Sorana Cîrstea        |
| 2024  | 1er tour (1/64)  | Viktoriya Tomova | 1er tour (1/64)          | Hailey Baptiste          | Q2        | Amarni Banks     | Q1              | Julieta Pareja        |
| 2025  | —                | —                | —                        | —                        | Q1        | Ella Seidel      | Q1              | Ena Shibahara         |

N.B. : à droite du résultat se trouve le nom de l'ultime adversaire.
À droite du résultat, l'ultime adversaire.

### En double dames
| Année | Open d'Australie                                                                    | Open d'Australie | Internationaux de France | Internationaux de France | Wimbledon | Wimbledon | US Open                    | US Open             |
| 2017  | -                                                                                   | -                | -                        | -                        | -         | -         | 2e tour (1/16) C. Dolehide | Chan H.-c. Zhang S. |
|       |                                                                                     |                  |                          |                          |           |           |                            |                     |
| 2024  | 1er tour (1/32) E. Bektas \|\| style="text-align:left;" \| L. Kichenok J. Ostapenko |                  |                          |                          |           |           |                            |                     |

Sous le résultat, la partenaire ; à droite, l'ultime équipe adverse.

## Parcours en «Premier» et WTA 1000
Découlant d'une réforme du circuit WTA inaugurée en 2009, les tournois WTA « Premier Mandatory » et « Premier 5 » constituent les catégories d'épreuves les plus prestigieuses, après les quatre levées du Grand Chelem.

### En simple dames
| Année |       |              |         |                              |      |        |            |                             |             |                 |  |                             |
| Doha  | Dubaï | Indian Wells | Miami   | Madrid                       | Rome | Canada | Cincinnati | Pékin                       |             | Wuhan           |  |                             |
| Doha  | Dubaï | Indian Wells | Miami   | Madrid                       | Rome | Canada | Cincinnati | Pékin                       | Guadalajara |                 |  |                             |
| Doha  | Dubaï | Indian Wells | Miami   | Madrid                       | Rome | Canada | Cincinnati | Pékin                       |             |                 |  |                             |
| 2017  |       | WTA 500      |         | 3e tour (1/16) G. Muguruza   |      |        |            |                             |             |                 |  |                             |
| 2018  |       |              | WTA 500 | 1er tour (1/64) Y. Wickmayer |      |        |            |                             |             |                 |  |                             |
|       |       | WTA 1000     |         |                              |      |        |            |                             |             |                 |  |                             |
| 2022  |       |              | WTA 500 |                              |      |        |            |                             |             | Hors calendrier |  | 1er tour (1/32) E. Bouchard |
| 2023  |       | WTA 500      |         |                              |      |        |            | 1er tour (1/32) M. Bouzková |             |                 |  |                             |
| 2024  |       |              |         | 2e tour (1/32) N. Podoroska  |      |        |            |                             |             |                 |  |                             |

Sous le résultat, l’ultime adversaire.
1. 1 2   Les tournois de Doha et Dubaï alternent le statut de tournoi WTA 1000 (ex Premier 5) entre 2009 et 2023 : les trois premières éditions ont lieu à Dubaï, les trois suivantes à Doha, puis Dubaï accueille le tournoi de cette catégorie les années impaires et Dubaï les années paires. De 2011 à 2023, la ville qui n’accueille pas de WTA 1000 organise à la place un tournoi WTA 500 (ex Premier).
2. 1 2 3 4 5 6 7   L’ordre de déroulement des tournois a évolué depuis 2009 : Rome se dispute avant Madrid et Cincinnati avant Montréal/Toronto jusqu’en 2010, tandis que Tokyo (2009-2013)-Wuhan (2014-2019, 2024-)-Guadalajara (2022-2023) ont lieu avant Pékin jusqu’en 2023.
3. ↑  Le 1er décembre 2021, le président de la WTA, Steve Simon, annonce que tous les tournois prévus en Chine et à Hong Kong sont suspendus à partir de 2022, en raison de préoccupations concernant la sécurité et le bien-être de la joueuse de tennis chinoise Peng Shuai après ses allégations de relations sexuelles non-consenties avec Zhang Gaoli, membre de haut rang du Parti communiste chinois. Le tournoi de Pékin revient en 2023. Le tournoi de Guadalajara remplace celui de Wuhan pendant deux ans, ce dernier réapparaissant en 2024.

## Classements WTA en fin de saison
| Année          | 2015 | 2016 | 2017 | 2018 | 2019 | 2020 | 2021 | 2022 | 2023 | 2024 |
| Rang en simple | 988  | 195  | 154  | 300  | 434  | 475  | 375  | 195  | 87   | 245  |
| Rang en double | –    | –    | 135  | 780  | 506  | 443  | 574  | 586  | 655  | 345  |

Source : (en) Classements de Kayla Day sur le site officiel de la Fédération internationale de tennis